# 五十嵐美紀
五十嵐 美紀（いがらし みき、1971年8月22日 - ）は、1990年代前半に活躍した元女子陸上競技長距離走＆マラソン選手。群馬県出身。専門は5000m・10000m、その後マラソンへ転向。
1992年バルセロナオリンピック女子10000m代表。新島学園高等学校からリクルートに入社。当時リクルートの監督だった小出義雄に見出され才能が開花。有森裕子・鈴木博美・志水見千子・吉田直美らと共に、リクルートの黄金時代を築いた。

## 略歴
- 1988年、東日本女子駅伝第2区 (6km) で19分31秒の区間新記録を樹立
- 1991年、東京世界陸上選手権出場。女子10000m 決勝16位(32分44秒62)
- 1992年、バルセロナオリンピック出場。女子10000m 決勝14位(32分09秒58)
- 1994年、広島アジア大会女子10000m銅メダル。全日本実業団駅伝3区区間賞
- 1995年、全国女子駅伝第2区区間賞。名古屋国際女子マラソン3位(2時間32分23秒)。イェーテボリ世界陸上選手権女子マラソン出場(11位、2時間34分34秒。400m距離不足のため参考記録扱い)
- 1996年、名古屋国際女子マラソン、28Km過ぎの折り返し地点で途中棄権。このレースを最後に現役引退。
- 2006年、群馬マスターズ陸上競技選手権に出場。W30クラス3000mで10分09秒88のマスターズ日本記録を樹立。